# Stigmatomma emeryi
Stigmatomma emeryi es una especie de hormiga del género Stigmatomma, familia Formicidae. Fue descrita científicamente por Saunders en 1890.
Se distribuye por Marruecos y España.

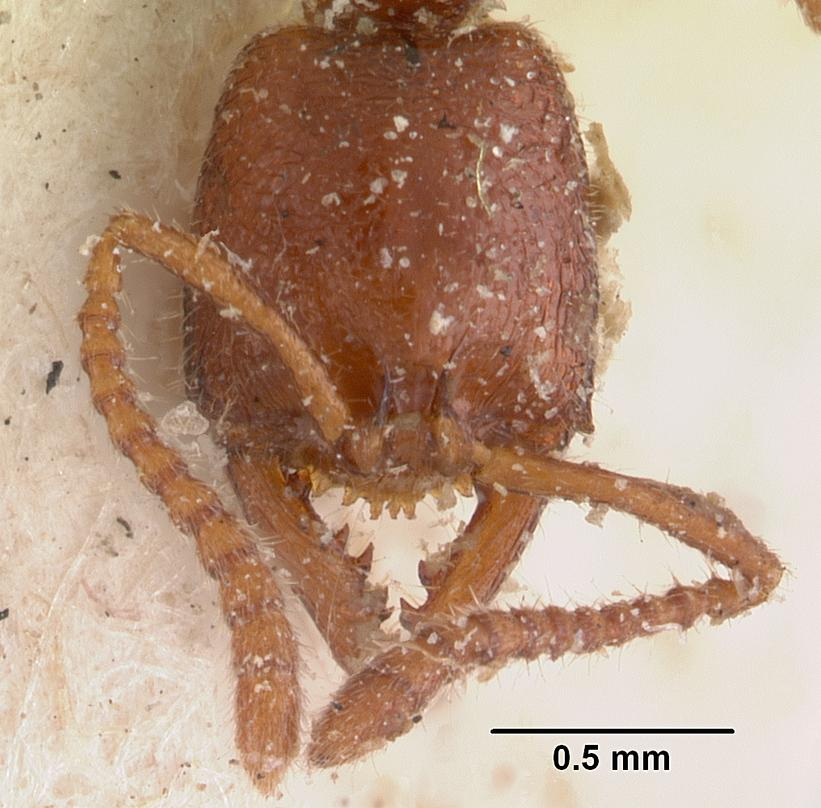
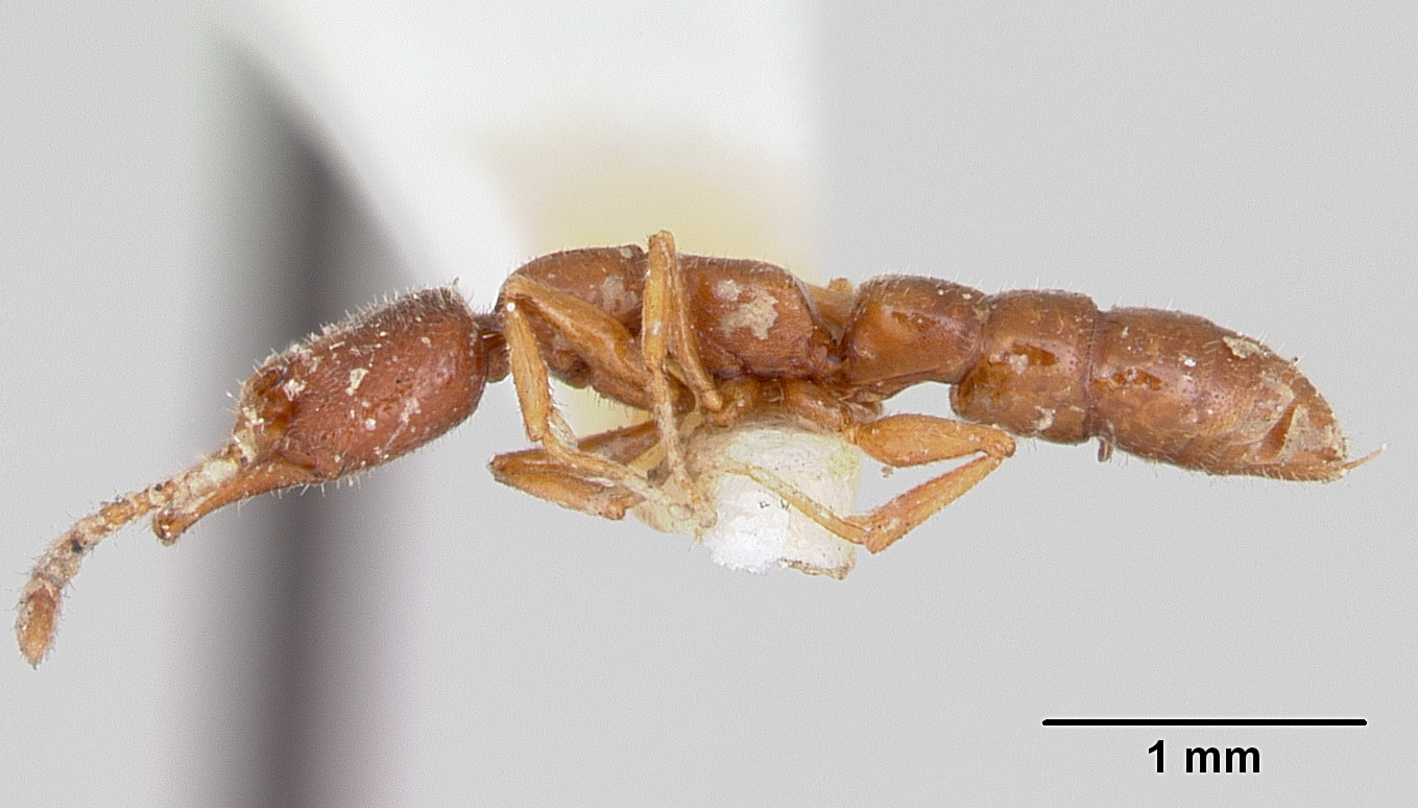
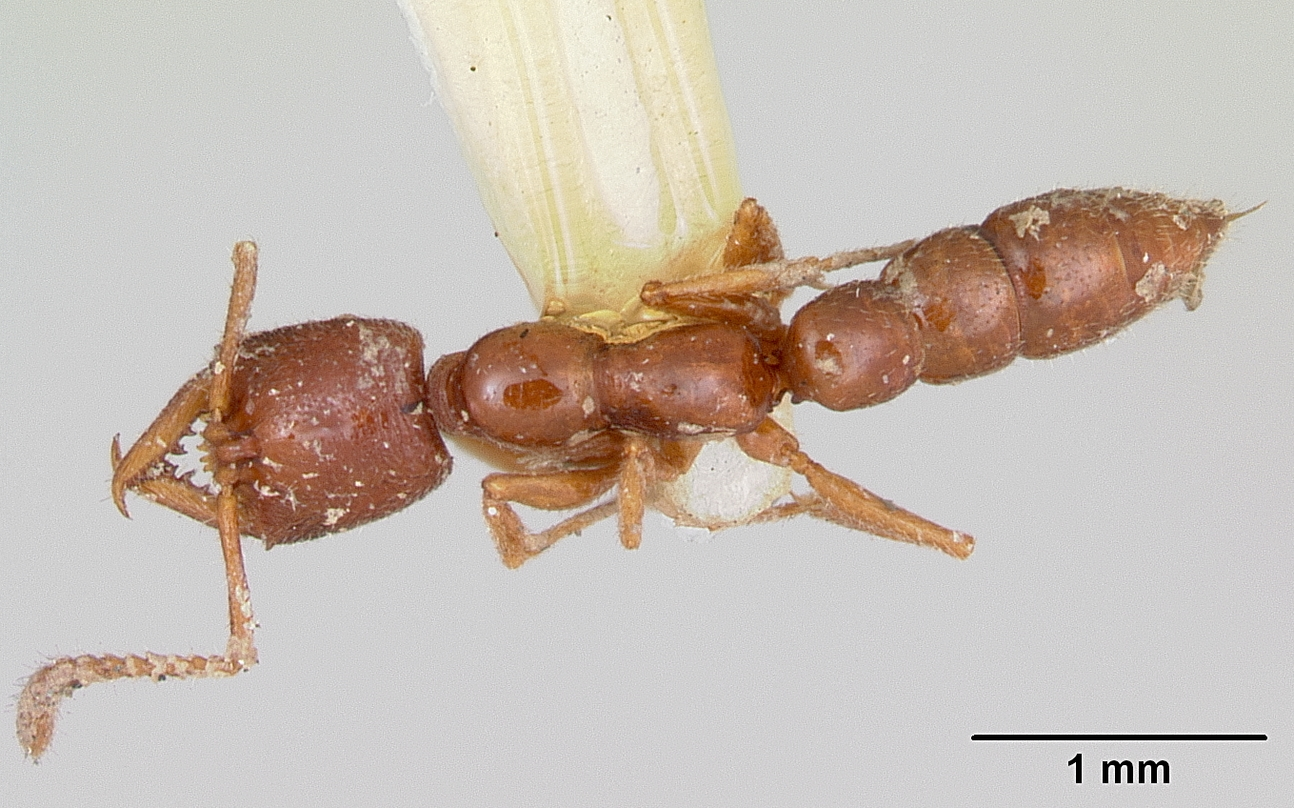